# Barroso (Schiff, 2008)
Die Barroso (Kennung: V-34) ist eine Korvette der brasilianischen Marine, die seit 2008 in Dienst steht.

## Geschichte
Das Typschiff Barroso wurde beim Bau von einigen Schwierigkeiten aufgrund ökonomischer Probleme im Land heimgesucht, so dass zwischen Kiellegung (21. Dezember 1994) und Stapellauf (20. Dezember 2002) acht Jahre vergingen. Die Indienststellung erfolgte im August 2008. Das Projekt sieht vor, insgesamt sechs Schiffe dieses Typs bis 2018 zu bauen. Derzeit wurde aber noch kein weiteres Schiff auf Kiel gelegt.
Der Rumpf ist 4,20 m länger als bei der Inhaúma-Klasse, um bessere Seestabilität zu erreichen, sowie mehr Raum für die Antriebsanlage zu erhalten. Das Design des Schiffes erlaubt eine sogenannte „Container“-Bauweise (ähnlich MEKO), um die Ausrüstung des Schiffes kostengünstig modernisieren zu können. Des Weiteren bemühte man sich darum, den Stealth-Gedanken in das Schiffsdesign einzubringen.

## Daten
- max. Fahrtstrecke: 4.000 nm bei 15 kn
- Seeausdauer: ca. 30 Tage